# 埃勒爾 (新罕布什爾州)
埃勒爾（英語：Errol）是一個位於美國新罕布什爾州庫斯縣的鎮。

## 人口
根據2020年美國人口普查的數據，埃勒爾的面積為179.90平方千米，當中陸地面積為156.30平方千米，而水域面積為23.50平方千米。當地共有人口298人，而人口密度為每平方千米2人。